# Jag är nyfiken – en film i gult
Jag är nyfiken – en film i gult (en català seria: "Soc curiosa – una pel·lícula en groc"), comercialitzada als Estats Units com I Am Curious (Yellow), és una pel·lícula eròtica dramàtica sueca de 1967 escrita i dirigida per Vilgot Sjöman, protagonitzada per Sjöman i Lena Nyman. És una pel·lícula acompanyant de Jag är nyfiken – en film i blått de 1968; ambdues estaven inicialment pensades per ser una pel·lícula de tres hores i mitja.

## Argument
El director Vilgot Sjöman té previst fer una pel·lícula social protagonitzada per la seva amant Lena Nyman, una jove estudiant de teatre que té un gran interès per les qüestions socials.
El personatge de Nyman, també anomenat Lena, viu amb el seu pare en un petit apartament a Estocolm i està impulsat per una passió ardent per la justícia social i la necessitat d'entendre el món, les persones i les relacions. La seva petita habitació està plena de llibres, papers i caixes plenes de retalls de temes com "religió" i "homes", i arxius sobre cadascun dels 23 homes amb qui ha tingut relacions sexuals. Les parets estan cobertes amb imatges dels camps de concentració i un retrat de Francisco Franco, recordatoris dels crims perpetrats contra la humanitat. Passeja per Estocolm i entrevista gent sobre les classes socials de la societat, l'objecció de consciència, la igualtat de gènere i la moral de les vacances a l'Espanya franquista. Ella i els seus amics també es manifesten a ambaixades i agències de viatges. La relació de la Lena amb el seu pare, que va anar breument a Espanya per lluitar contra Franco com a part de les Brigades Internacionals, és problemàtica, i està angoixada pel fet que tornés d'Espanya per motius desconeguts després de tan sols un curt període.
A través del seu pare, la Lena coneix Börje, que treballa en una botiga de roba d'home i va votar pel Partit de la Dreta. Comencen una història d'amor, però la Lena aviat descobreix pel seu pare que en Börje té una altra dona, Marie, i una filla petita. La Lena està furiosa perquè Börje no ha estat sincer amb ella i se'n va de vacances en bicicleta. Sola en una cabana al bosc, intenta un estil de vida ascètic, meditant, estudiant la no-violència i practicant ioga. Börje aviat la va a buscar amb el seu cotxe nou. Ella el saluda amb una escopeta, però aviat fan l'amor. La Lena s'enfronta a Börje sobre Marie i descobreix una altra de les seves amants, Madeleine. Es barallen i en Börje se'n va. La Lena té uns somnis estranys, en què lliga dos equips de jugadors de futbol, assenyala que són el 23, a un arbre, dispara a Börje i li talla el penis. També somia amb ser burlada pels conductors que passaven mentre va en bicicleta per una carretera, fins que finalment condueix Martin Luther King Jr.. Ella li demana disculpes per no ser prou forta per practicar la noviolència.
La Lena torna a casa, destrueix la seva habitació i va a la sala d'automòbils on Börje treballa per dir-li que té sarna. Són tractats en una clínica i després van per camins separats. A mesura que la història incrustada de Lena i Börje comença a resoldre's, l'equip de filmació i el director Sjöman apareixen més. La relació entre l'actriu Lena i l'actor Börje s'ha tornat íntima durant la producció de la pel·lícula de Vilgot, i Vilgot és gelós i xoca amb Börje. La pel·lícula conclou amb la Lena tornant les claus de Vilgot mentre es troba amb una altra jove estudiant de teatre.

### Contingut no fictici
La pel·lícula inclou una entrevista amb el doctor Martin Luther King Jr., filmada el març de 1966, quan King visitava Estocolm juntament amb Harry Belafonte amb l'objectiu d'iniciar una nova iniciativa de suport suec als afroamericans. La pel·lícula també inclou una entrevista amb aleshores ministre de Transports Olof Palme (més tard primer ministre de Suècia), que parla de l'existència d'estructura de classes a la societat sueca (li van dir que era per una pel·lícula documental) i imatges del poeta rus Ievgueni Ievtuixenko.

## Repartiment
- Vilgot Sjöman - Vilgot Sjöman
- Lena Nyman - Lena
- Börje Ahlstedt - Börje
- Peter Lindgren - Pare de Lena
- Chris Wahlström - Dona de Rune
- Marie Göranzon - Marie
- Magnus Nilsson - Magnus
- Ulla Lyttkens - Ulla
- Anders Ek - Exercise leader
- Martin Luther King Jr. - ell mateix
- Olof Palme - ell mateix
- Ievgueni Ievtuixenko - ell mateix

## Estrena

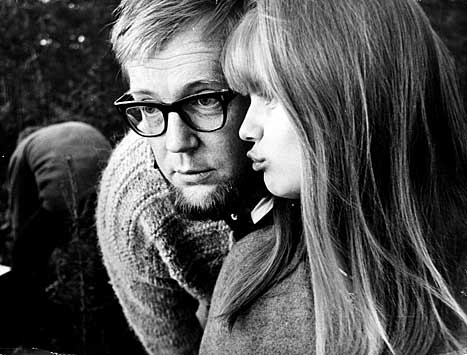
El director Vilgot Sjöman amb l'actriu Lena Nyman.

### Censura
La pel·lícula inclou nombroses i franques escenes de nuesa i relacions sexuals escenificades. Una escena especialment controvertida mostra a Lena fent un petó al penis flàccid del seu amant. Estrenada a Suècia l'octubre de 1967, va ser llançada als Estats Units el març de 1969, provocant immediatament una prohibició a Massachusetts per ser considerat pornogràfic, on el Departament de Policia de Boston va confiscar els rodets de la pel·lícula dels Symphony Cinemas I i II a Huntington Avenue. Després d'un procediment al Tribunal de Districte dels Estats Units per al Districte de Massachusetts (Karalexis v. Byrne, 306 F. Supp. 1363 (D. Mass. 1969)), la Cort d'Apel·lacions dels Estats Units per al Segon Circuit i la Cort Suprema dels Estats Units (Byrne v. Karalexis, 396 U.S. 976 (1969) i 401 U.S. 216 (1971)), el Segon Circuit va considerar que la pel·lícula no era obscena.
Un piròman va incendiar el Heights Theatre de Houston durant la projecció de la pel·lícula.

### Taquilla
La pel·lícula va ser popular a la taquilla i va ser la 12a pel·lícula més popular als Estats Units i al Canadà el 1969 i la pel·lícula en llengua estrangera més taquillera de tots els temps als Estats Units i al Canadà amb uns beneficis de $20.238.100 dòlars. Va ser número u a la taquilla dels EUA durant dues setmanes el novembre de 1969. Un motiu va ser que es va fer popular entre les estrelles de cinema que es van deixar veure anant a la pel·lícula. La notícia que Johnny Carson va veure la pel·lícula legitimada per anar-la a veure malgrat qualsevol recel sobre un possible contingut pornogràfic. Jacqueline Onassis va anar a veure la pel·lícula, fent judo a un fotògraf que esperava notícies, Mel Finkelstein, alertat pel director del teatre, mentre sortia del teatre durant la projecció.

### Recepció crítica

#### Contemporània
La recepció inicial de la pel·lícula era dividida. Vincent Canby del New York Times s'hi va referir com una "pel·lícula bona i seriosa sobre una societat en transició", i Norman Mailer va dir que se sentia "com un home millor" després d'haver-la vist. Per contra, Rex Reed va descriure la pel·lícula com "aproximadament tan bona per tu com beure poliment per mobles" i Roger Ebert del Chicago Sun-Times la va criticar com "un os ... un os de veritat" i "estúpida i lenta i poc interessant." Rex Reed va dir que la pel·lícula era "vil i repugnant" i Sjöman era "un suec molt malalt amb un ego aclaparador i una afició per fotografiar el pèl púbic", però Norman Mailer la va descriure com "una de les imatges més importants que he vist a la meva vida".

#### Retrospectiva
En els darrers anys, la pel·lícula ha rebut una reavaluació, gràcies en part a Gary Giddins, que va ser l'autor de l'assaig de 2003 que acompanya el llançament del DVD de The Criterion Collection, i una revisió de Nathan Southern al lloc web All Movie Guide. Southern valora la imatge com "una comèdia divertida i sofisticada sobre l'alliberament emocional, polític, social i sexual d'una dona jove... un autèntic original que ha patit incomprensió pública des de la seva estrena i que demana a crits una reavaluació i un redescobriment."
L'agost de 2015 va rebre una puntuació del 52% basada en 25 ressenyes, 13 "fresques" i 12 "podrides" al lloc web agregat de ressenyes Rotten Tomatoes.

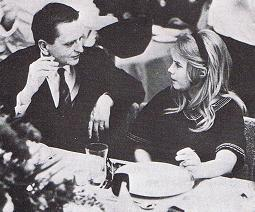
Olof Palme que va interpretar ell mateix en un paper no acreditat a la pel·lícula) i Lena Nyman, presa a la Cerimònia dels Premis Guldbagge. Nyman va guanyar el premi 1967 a la millor actriu en un paper protagonista.

### Premis i honors
Nyman va guanyar el premi al Millor actriu als 5ns Premis Guldbagge pel seu paper en aquesta pel·lícula i Jag är nyfiken – en film i blått.

## En la cultura popular
Diverses sèries de televisió tenen episodis amb títols similars, com ara la temporada final de Get Smart "I Am Curiously Yellow"; Moonlighting ("I Am Curious, Maddie"); The Simpsons ("I Am Furious (Yellow)"); That Girl ("I Am Curious Lemon"); Ed, Edd n Eddy ("I Am Curious Ed"); i The Partridge Family ("I Am Curious...Partridge").
A l'episodi "The Strategy" de la setena temporada de Mad Men, Don Draper fa referència a haver vist aquesta pel·lícula a un cinema.
A l'episodi 285 de This American Life va incloure una història anomenada "I Am Curious, Jello", que va seguir el judici per censura entre el fiscal de Los Angeles Michael Guarino i el cantant de Dead Kennedys Jello Biafra dues dècades després que el cas fos sobreseït dels tribunals.
AEl fabricant d'automòbils nord-americà Plymouth va introduir un color de comanda especial per al 1971. "Curious Yellow" és un groc verdós vibrant, un dels seus colors "High Impact".